# 道の駅ガレリアかめおか
道の駅ガレリアかめおか（みちのえき ガレリアかめおか）は、京都府亀岡市余部町（あまるべちょう）にある国道9号の道の駅である。
亀岡市の生涯学習施設「ガレリアかめおか」に併設されている。また、「ガレリアかめおか」は各種講演会やボクシングなどの各種格闘技の会場としても使用される。

## 施設

### 道の駅登録施設
- 駐車場
  - 普通車：396台[4]（24時間駐車可能：58台、以下同じ）
  - 大型車：5台[4]（5台）
  - 身障者用：10台[4]（2台）
- トイレ
  - 男性：大 18器・小 36器（24時間利用可能：大 2器・小 5器）
  - 女性：37器（24時間利用可能：6器）
  - 幼児用：2器
  - 身障者用：14器
- 物産市場アトリオ（9:00 - 17:00）[4]
- ガレリア朝市（9:00 - 17:00）[8]
- カフェ「PastelSweets」（10:30 - 18:00、毎週木曜日定休）[9]
- 情報コーナー
- 観光案内所

### 生涯学習施設本体施設
主な施設を記載。個別施設の詳細は、公式サイトの施設紹介を参照。
1階
- 亀岡市立図書館ガレリア分館
- コンベンションホール
- 響ホール[10]
- エイジレスセンター（デイサービスセンター併設）

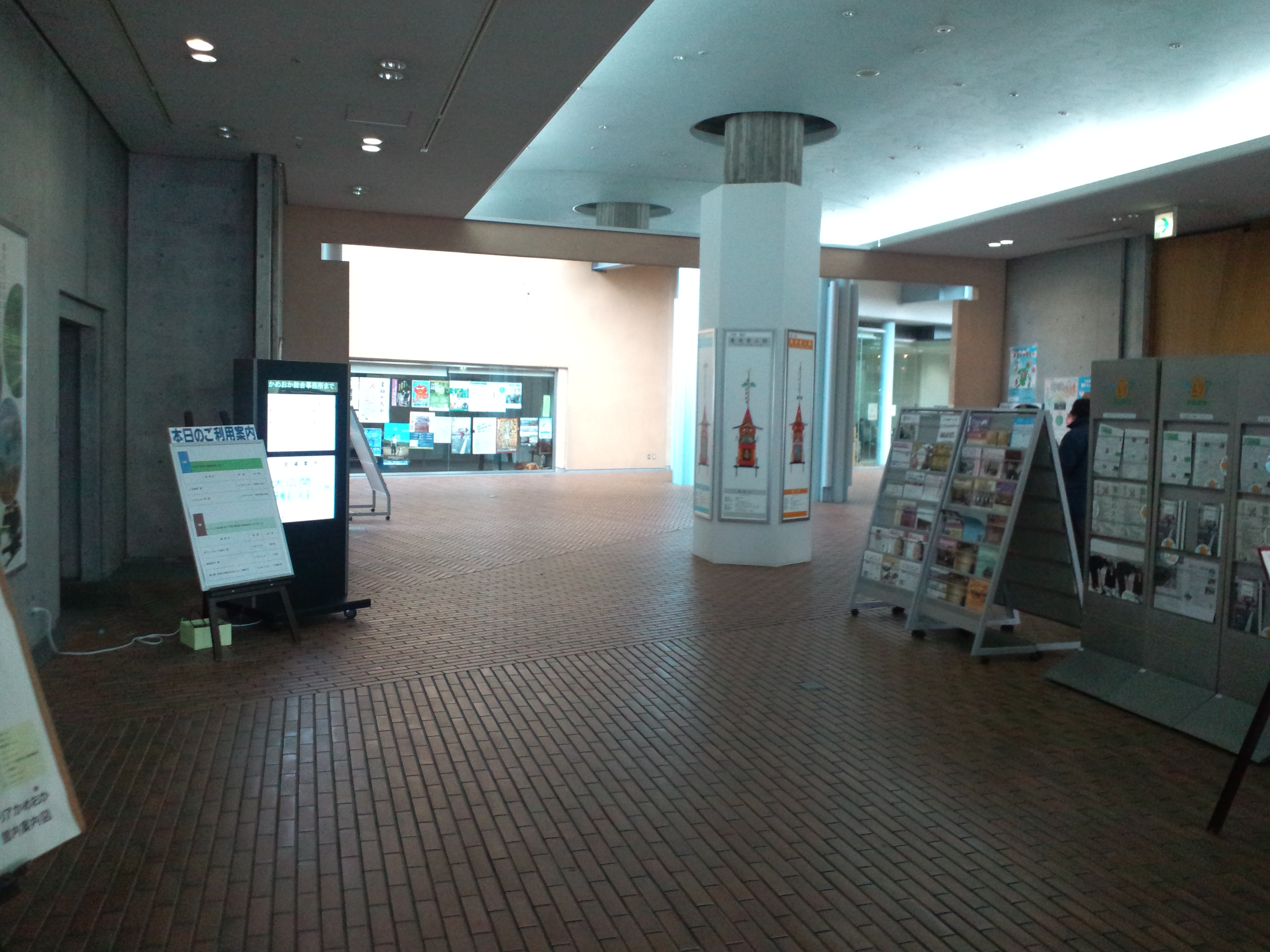
内部の様子
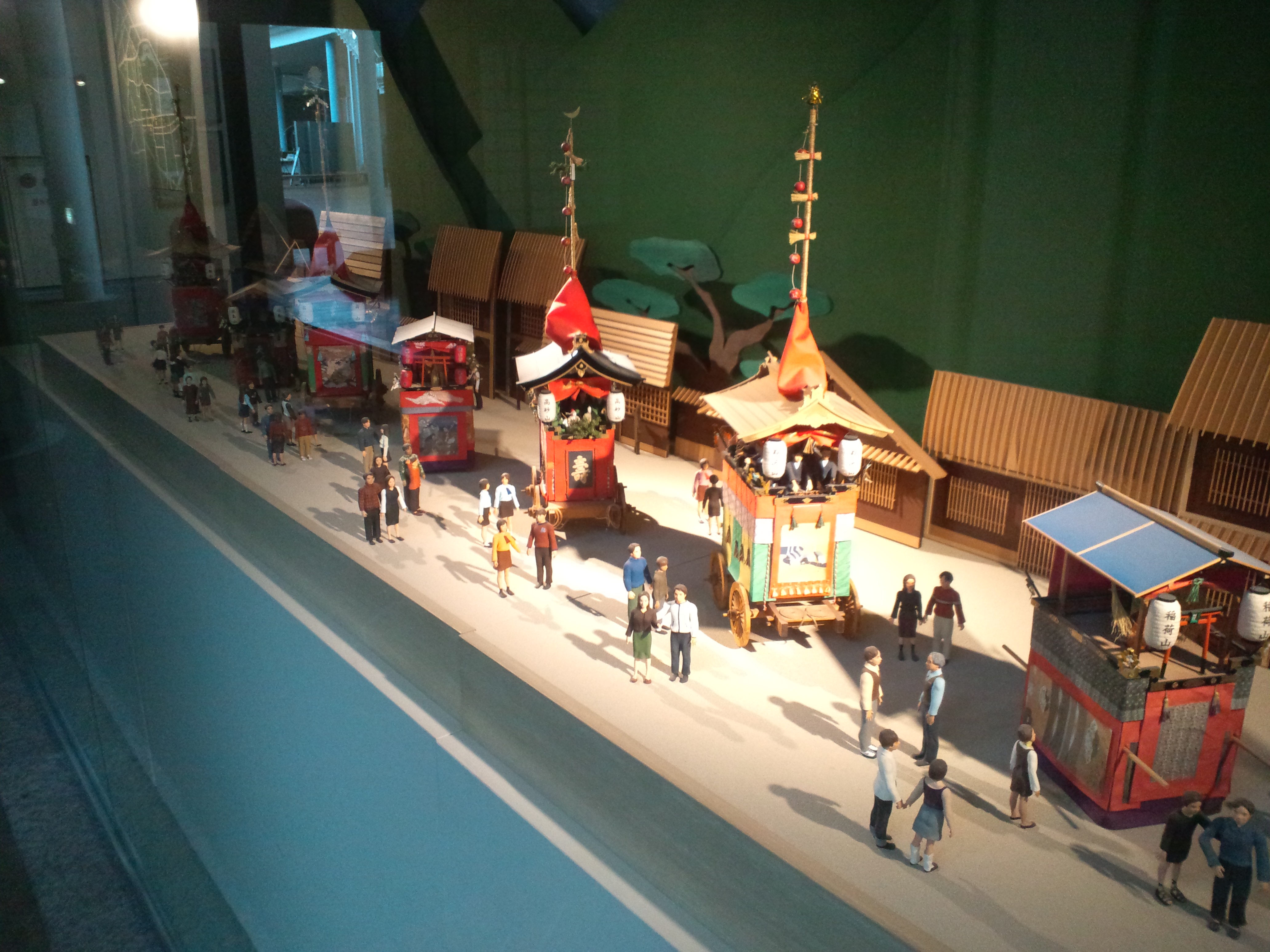
亀岡祭 山鉾の模型
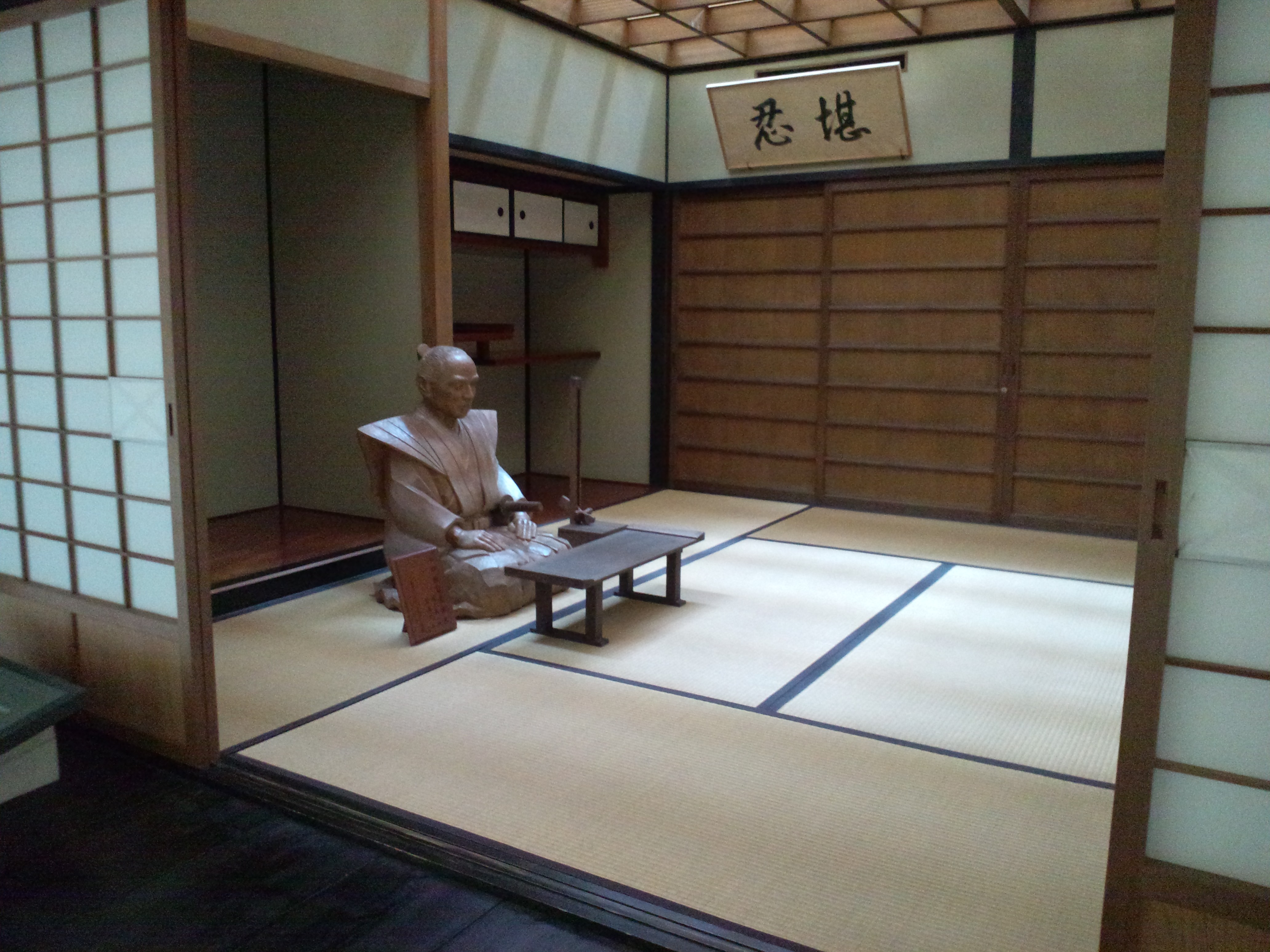
梅岩塾の模型
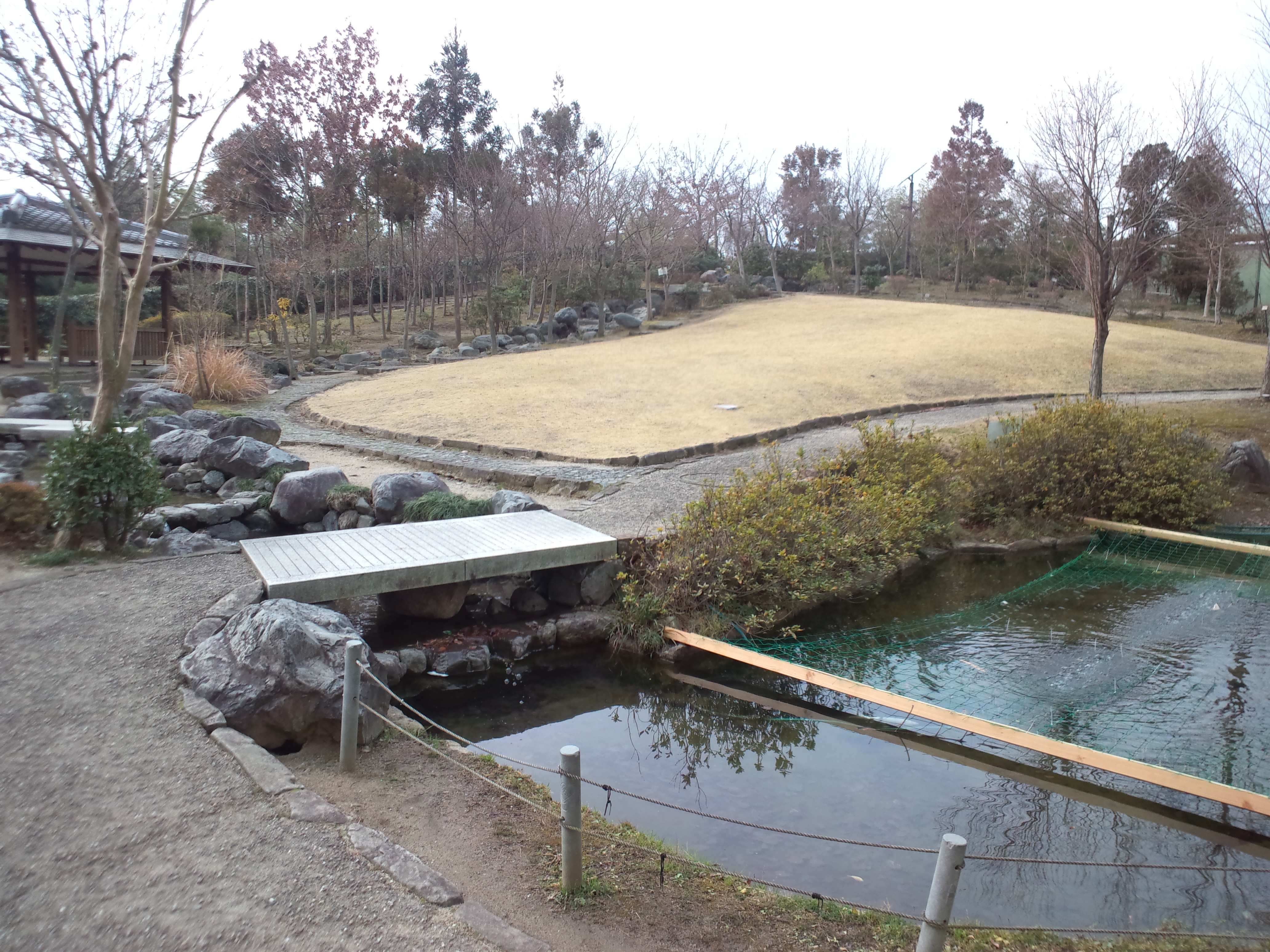
庭園

- 亀岡商工会議所

2階
- 大広間
- 研修室

3階
- 公益財団法人生涯学習かめおか財団
- かめおか市民活動推進センター
- かめおか多文化共生センター

その他
- ふれあいプラザ（別棟）
- ガレリアあそびの森[11]
  - かめまるランド（1階）
  - あおぞらひろば（屋外）
  - 芝生ひろば（屋外）

- 内部の様子
- 亀岡祭 山鉾の模型
- 梅岩塾の模型
- 庭園

### 管理団体
- 設置者：亀岡市
- 指定管理者：一般社団法人かめおかコンベンションビューロー[12]

## 休館日
- 毎月第4木曜日（祝日の場合は翌日）[4]
- 年末年始（12月29日 - 1月3日）[4]

## アクセス
- 国道9号 - 登録路線

公共交通機関
- 西日本旅客鉄道（JR西日本）山陰本線（嵯峨野線） 亀岡駅より亀岡市コミュニティバス西コース・京阪京都交通で「ガレリアかめおか」下車すぐ。または亀岡駅より徒歩約20分。

## 周辺
- 京都縦貫自動車道 亀岡IC
- 京都府警亀岡警察署
- 亀岡市役所
- 亀山城跡